# Gare de Chenonceaux
Gare de Chenonceaux – przystanek kolejowy w Chenonceaux, w departamencie Indre i Loara, w Regionie Centralnym, we Francji.
Jest przystankiem kolejowym Société nationale des chemins de fer français (SNCF), obsługiwanym przez pociągi TER Centre kursujące między Tours, Vierzon i Bourges.